# Blockchef
Blockchef ist das zehnte Soloalbum des deutschen Rappers Silla. Es erschien am 7. Juli 2017 über die Labels Major Movez und Universal Music als Standard-Edition und Boxset, inklusive Instrumentals und der Back am Block EP der Rapper Mazen und SNA. Zudem erschien das Album in der Monsterbox II mit den drei zuvor veröffentlichten Soloalben Die Passion Whisky, Audio Anabolika und Vom Alk zum Hulk.

## Produktion
Das Album wurde von den Musikproduzenten Aside, Menju, KD-Beatz, Goldenboy, Johnny Stokez, Staticbeatz, Alex Lustig, Vecz, Adiq, Enix und Niza produziert.

## Covergestaltung
Das Albumcover ist in Schwarz-weiß gehalten und zeigt Sillas Gesicht. Er trägt eine Sonnenbrille und Grills im Mund. Zwei Frauenhände drehen seine Unterlippe um, wodurch der tätowierte Schriftzug Blockchef zum Vorschein kommt. Am oberen bzw. unteren Bildrand befinden sich zudem die Schriftzüge Major Movez präsentiert und Silla in Weiß.

## Gastbeiträge
Auf zehn Liedern des Albums treten neben Silla weitere Künstler in Erscheinung. So ist der Sänger Julian Williams an den Songs Für immer, Soldat, Barrio und Um den Block beteiligt. Auf letzteren beiden sind zudem die Rapper Presto bzw. Massiv zu hören. Young Cloakee hat einen Gastauftritt beim Track Gang Gang, und der Rapper King Orgasmus One unterstützt Silla auf Fick Mutter. Die Rapper Mazen X und Hamad 45 sind auf dem Lied Crackküche vertreten, während Silla auf Gun ziehen neben Mazen X auch mit SNA zusammenarbeitet. Das Stück Champ ist eine Kollaboration mit dem Rapper Manuellsen, und auf Superior ist die Sängerin Asli zu hören.

## Titelliste
| #  | Titel              | Gastmusiker             | Länge |
| -- | ------------------ | ----------------------- | ----- |
| 1  | Intro              |                         | 1:28  |
| 2  | T-800              |                         | 3:39  |
| 3  | Gang Gang          | Young Cloakee           | 3:22  |
| 4  | Barrio             | Julian Williams, Presto | 3:02  |
| 5  | Champ              | Manuellsen              | 4:06  |
| 6  | Crackküche         | Mazen X, Hamad 45       | 3:49  |
| 7  | Blumenbeet         |                         | 2:54  |
| 8  | Fick Mutter        | King Orgasmus One       | 3:28  |
| 9  | Gun ziehen         | Mazen X, SNA            | 3:16  |
| 10 | Superior           | Asli                    | 4:16  |
| 11 | Nur noch nach oben |                         | 3:23  |
| 12 | Für immer          | Julian Williams         | 3:19  |
| 13 | Soldat             | Julian Williams         | 2:55  |
| 14 | Um den Block       | Julian Williams, Massiv | 3:19  |
| 15 | Marlboro Mann 2    |                         | 2:52  |
| 16 | Outro              |                         | 2:22  |

Bonussongs der iTunes-Edition:
| #  | Titel       | Gastmusiker | Länge |
| -- | ----------- | ----------- | ----- |
| 17 | Grill Royal |             | 2:55  |
| 18 | Goldstatus  |             | 3:38  |

Back am Block EP der Rapper Mazen und SNA im Boxset:
| #  | Titel                | Gastmusiker | Länge |
| -- | -------------------- | ----------- | ----- |
| 1  | Bei Nacht            |             | 3:00  |
| 2  | Ohne ein Cent        |             | 3:14  |
| 3  | Skit                 |             | 0:59  |
| 4  | Illusion Smartphone  |             | 3:27  |
| 5  | 2 Fast               | Hayat       | 3:24  |
| 6  | Probleme             |             | 3:22  |
| 7  | Skit 2               |             | 0:39  |
| 8  | Warum bin ich hier   | RLS         | 4:05  |
| 9  | Zeit für Veränderung |             | 2:40  |
| 10 | Keine Zeit           |             | 2:35  |

## Chartplatzierungen und Singles
Blockchef stieg am 14. Juli 2017 auf Platz 31 in die deutschen Albumcharts ein und verließ die Top 100 in der folgenden Woche.
Am 15. Januar 2017 wurde das erste Musikvideo zum Lied Grill Royal veröffentlicht. Das zweite Video zu T-800, das auch als Single ausgekoppelt wurde, folgte am 7. April 2017. Zudem erschien am 14. Mai 2017 ein Splitvideo zu den Songs Superior und Nur noch nach oben. Die zweite Single Barrio wurde am 23. Juni 2017 veröffentlicht. Zudem erschien am 5. Juli 2017 ein elfminütiges Videosnippet zum Album. Am Erscheinungstag des Albums wurde des Weiteren ein Musikvideo zu Gun ziehen veröffentlicht und am 14. Juli 2017 erschien ein Video zu Blumenbeet.

## Rezeption
Hana Tusch von rap.de bewertete Blockchef positiv. Es sei „sein seit langem bestes Album“, da Silla „lyrisch wieder mit beiden Beinen auf der Straße unterwegs“ sei,
was ihm am besten stehe. Dabei werden die Lieder Gun ziehen und Fick Mutter gelobt, während Für immer und Barrio „nicht so recht zum Rest vom Album“ passten.
Bei Lukas Maier von MZEE hinterließ Blockchef „einen durchschnittlichen Eindruck mit einer Menge an positiven Tendenzen.“ Die vielen Feature-Gäste ziehen seiner Meinung nach den Gesamteindruck des Albums herunter. „Bei 13 Gastbeiträgen verteilt auf 16 Songs wirkt das eigentliche Soloalbum dann auch eher wie ein Sampler“, so der Autor.